# Elizabeth Weirová
Dr. Elizabeth Weirová je fiktivní postava vedoucí expedice na Atlantidě v televizním seriálu Stargate Atlantis, ztvárněná herečkou Torri Higginson. 

## Charakteristika
Doktorka Weirová je specialistka na mezinárodní politiku a má za sebou úspěšné vyjednání několika mezinárodních smluv. V minulosti rovněž zprostředkovala několik jednání pro OSN. Plynně hovoří pěti jazyky. Po amerických prezidentských volbách získala post velitele SGC, kde nahradila generála Hammonda. Poté, co byla s pomocí základny Antiků v Antarktidě zničena Anubisova flotila, vedla vyjednávání s Goa'uldy, poté byla převelena základnu Antiků v Antarktidě, aby dohlížela na výzkum základny, jakožto mezinárodní dozor. Poté, co je objevena planeta, kde se nachází ztracené město Antiků – Atlantida, je Weirová pověřena vedením expedice, která by měla prozkoumat město i celou galaxii Pegasus, kde se město nachází.
Mnohokrát vedla jednání o spojenectví s jinými civilizacemi a rasami, rovněž také vyjednává o propuštění jejích podřízených, kteří jsou drženi jako rukojmí. Navzdory tomu, že je vedoucí expedice, nevlastní antický gen (ATA). V některých situacích dochází ke střetům mezi ní a podplukovníkem Johnem Sheppardem. I přes ně je však Sheppard její velkou oporou.
Do velkého nebezpečí se dostane, když do ní Asuran Niam přenese nanovirus, ale silou vůle a díky Sheppardovi se jí nakonec podaří se zachránit. Při útoku Asuranů na Atlantidu je vážně zraněna a zachrání ji jen to, že McKay v jejím těle aktivuje nanity, které spraví její poškozený mozek. Při záchraně před zkázou zkusí McKay s Atlantidou opustit planetu, ale poškozené město rychle vyčerpá ZPM a Atlantida tak předčasně opustí hyperprostor. Sheppardův tým se spolu s Weirovou vypraví upraveným puddle jumperem na domovskou planetu replikátorů (Asuranů), kde chtějí ukrást ZPM. Při krádeži se McKayovi podaří do asuranského kódu nahrát příkaz pro boj proti Wraithům. Při útěku jim Weirová pomáhá, ale sama utéct nedokáže. V polovině čtvrté série pak Asuranka sděluje klonu Weirové, že pravá Weirová je mrtvá.